# Sinularia humilis
Sinularia humilis is een zachte koraalsoort uit de familie Alcyoniidae. De koraalsoort komt uit het geslacht Sinularia. Sinularia humilis werd in 2008 voor het eerst wetenschappelijk beschreven door van Ofwegen. 